# Chaim Potok

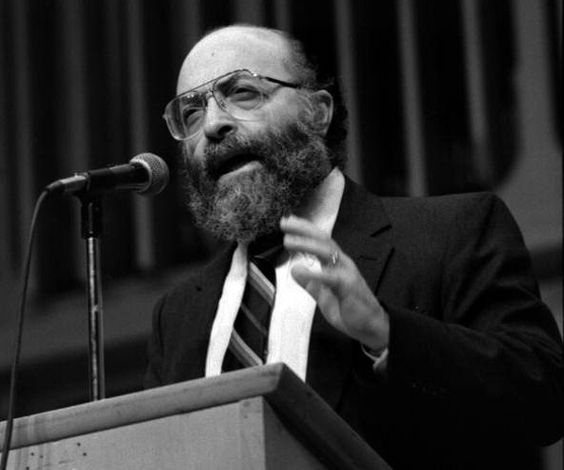
Chaim Potok (1976)

Chaim Potok (ur. 17 lutego 1929 w Nowym Jorku w USA, zm. 23 lipca 2002) – amerykański pisarz i rabin.
Herman Harold Potok urodził się w rodzinie chasydzkich Żydów w nowojorskim Brooklynie. Rodzice byli emigrantami z Polski. Jego rodzice, Benjamin Max († 1958) i Mollie Friedman Potok († 1985) dali mu hebrajskie imię Chaim Tzvi. Chaim otrzymał żydowską edukację, poznał Talmud. Uczęszczał również do świeckiej szkoły. Już jako nastolatek zapragnął poświęcić się pisarstwu.

## Życiorys
W 1950 Chaim Potok uzyskał licencjat z literatury angielskiej na Yeshiva University. Następnie otrzymał tytuł magistra z literatury hebrajskiej oraz święcenia rabinackie w Jewish Theological Seminary of America. Przyszły pisarz służył w armii amerykańskiej jako rabin, m.in. w Korei Południowej w latach 1955-1957. W latach 1964–1975 Potok był redaktorem w Conservative Judaism i pracował jako wydawca w Jewish Publication Society. W 1965 roku obronił doktorat (Ph.D.) z filozofii na Uniwersytecie Pensylwanii. Chaim Potok wydał m.in. komentarz do żydowskiej edycji Pięcioksięgu z 2000. 
8 czerwca 1958 Chaim poślubił Adenę Sarę Mosevitzsky, którą poznał w 1952 w Camp Ramah w Górach Poconos, na wakacyjnym obozie, organizowanym przez jedną z żydowskich organizacji działających w Ameryce. Mieli razem troje dzieci: córki - Rena i Naama oraz syna - Akiva.
Karierę pisarską rozpoczął w 1967 roku, kiedy opublikował powieść The Chosen, której akcja toczyła się w środowisku brooklyńskich ortodoksyjnych Żydów w latach 40. XX wieku. Dwa lata później napisał The Promis sequel swojego debiutu. Do tematyki hasydzkiej wrócił w roku 1972 swoją najsłynniejszą powieścią My Name is Asher Lev, która opowiada konflikt młodego żydowskiego artysty z tradycyjną rodziną i otoczeniem. Kolejne książki również dotykaja problemów konfliktów postaw świeckich i tradycyjnych.
W 1978 Ch. Potok napisał historię Żydów – ''Wanderings: History of the Jews.
Pisarz zmarł na nowotwór mózgu w Merion w Pensylwanii.